# Tommy Bohanon
Tommy Bohanon (Cape Coral, 10 settembre 1990) è un giocatore di football americano statunitense attualmente free agent, che ha giocato nel ruolo di fullback per i Jacksonville Jaguars della National Football League (NFL). Fu scelto nel corso del settimo giro (215º assoluto) del Draft NFL 2013 dai New York Jets. Al college ha giocato a football alla Wake Forest University.

## Carriera professionistica

### New York Jets
Bohanon fu scelto nel corso del settimo giro del Draft 2013 dai New York Jets. Debuttò come professionista nella vittoria della settimana 1 contro i Tampa Bay Buccaneers ricevendo un passaggio da 21 yard. Nella settimana 3 disputò la sua prima gara come titolare nella vittoria sui Buffalo Bills in cui ricevette 1 passaggio da 9 yard. La sua stagione da rookie si concluse con 69 yard ricevute in 16 presenze, 8 delle quali come titolare.
Nella settimana 4 della stagione 2014 contro i Detroit Lions, Bohanon si ruppe una clavicola, infortunio che richiese un intervento chirurgico e che lo costrinse a perdere tutto il resto dell'annata dove, in 4 gare disputate, aveva ricevuto trenta yard.

### Jacksonville Jaguars
Il 17 aprile 2017, Bohanon firmò con i Jacksonville Jaguars. Nella prima stagione regolare in Florida segnò 2 touchdown su corsa e uno su ricezione. Nel divisional round segnò l'unica marcatura su ricezione dei suoi, con la squadra che espugnò l'Heinz Field di Pittsburgh battendo gli Steelers per 45-42, tornando in finale di conference per la prima volta dal 1996.

## Statistiche
| Partite totali         | 20 |
| Partite da titolare    | 10 |
| Yard su ricezione      | 99 |
| Touchdown su ricezione | 0  |

Statistiche aggiornate alla stagione 2014